# Gustav Eurenius
Gustav Carl Eurenius, född 7 juni 2001 i Bålsta, är en svensk professionell ishockeyspelare som spelar för Järfälla HC i Hockeyettan. Hans moderklubb är Bålsta HC som han gjorde seniordebut för säsongen 2016/17 i Hockeytvåan. Därefter tillbringade han fyra säsonger med Linköping HC:s ungdomsverksamhet och gjorde SHL-debut med klubben säsongen 2020/21. Samma säsong spelade han också som utlånad för Almtuna IS i Hockeyallsvenskan och Wings HC Arlanda i Hockeyettan. 2021/22 spelade han för Väsby IK, innan han återvände till Arlanda.
Han anslöt till Tingsryds AIF i Hockeyallsvenskan i början av 2024 och var med då klubben degraderades till Hockeyettan året därpå. Därefter lämnade han klubben för spel med Järfälla HC.

## Karriär
Eurenius påbörjade sin ishockeykarriär i moderklubben Bålsta HC och spelade i klubbens ungdoms- och juniorsektioner fram till och med säsongen 2016/17. Denna säsong spelade han, som 15-åring, främst för klubbens J18-lag där han vann lagets interna poängliga. På 29 matcher stod han för 57 poäng, varav 24 mål. Utöver detta gjorde han också debut för seniorlaget i Hockeytvåan, där han på två matcher stod för två assistpoäng. Inför säsongen 2017/18 anslöt Eurenius till Linköping HC där han under fyra säsonger spelade i klubbens ungdoms- och juniorsektioner.
Säsongen 2020/21, som kom att bli hans sista med Linköping, vann han J20-lagets interna poängliga. Säsongen avbröts dock i förtid på grund av Covid-19-pandemin och på 15 matcher stod han för 19 poäng (5 mål, 14 assist). Denna säsong gjorde han också SHL-debut; han spelade sin första SHL-match med istid den 8 december 2020. Senare samma månad, den 16 december, meddelades det att Eurenius lånats ut till Almtuna IS i Hockeyallsvenskan. Samma dag gjorde han debut för klubben i Hockeyallsvenskan, i en match mot AIK. Totalt spelade han 17 matcher för klubben och noterades för en assistpoäng. I februari 2021 lämnade han Almtuna för spel med Wings HC Arlanda i Hockeyettan. Han gjorde debut för klubben den 10 februari samma år och gjorde sitt första mål i Hockeyettan den 26 februari 2021, i en 5–3-seger mot Segeltorps IF. Laget tvingades till kvalspel för att hålla sig kvar i ligan; där var Eurenius en av lagets poängmässigt bästa spelare med fem poäng på lika många matcher.
Den 3 maj 2021 stod det klart att Eurenius skrivit ett ettårsavtal med Väsby IK i Hockeyettan. Via play off-spel tog sig laget till Kvalserien till Hockeyallsvenskan där man slutade på näst sista plats. Eurenius stod för två mål och sex assistpoäng på 41 grundseriematcher. Den 13 maj 2022 bekräftades det att Eurenius återvänt till Wings HC Arlanda då han skrivit ett ettårskontrakt med klubben. I grundserien var Eurenius Wings näst bästa spelare poängmässigt då han på 30 matcher stod för 24 poäng, varav 10 mål. Laget misslyckades att ta sig till play off-spel och den 12 april 2023 meddelades det att Eurenius förlängt sitt avtal med klubben med ytterligare en säsong.
Säsongen 2023/24 inledde Eurenius med Wings i Hockeyettan. Han spelade 24 matcher för klubben och noterades för 17 poäng (3 mål, 14 assist). Under denna tid hade han under tre matcher lånats ut till Tingsryds AIF i Hockeyallsvenskan. Den 30 januari 2024 bekräftades det att Eurenius lämnat Wings och skrivit ett kontrakt med Tingsryd för återstoden av säsongen. Laget misslyckades att ta sig till slutspel och Eurenius stod för åtta poäng på 14 spelade matcher för klubben. Den 29 juli 2024 bekräftades det att Eurenius förlängt sitt avtal med Tingsryd med ytterligare en säsong. Eurenius missade delar av den följande grundserie på grund av en skada. Han stod för två mål och åtta assist där Tingsryd slutade på sista plats i serien. I det följande kvalspelet tappade laget en 3–1-ledning till förlust med 3–4 mot Vimmerby HC och degraderades därmed till Hockeyettan.
Den 31 juli 2025 meddelades det att Eurenius skrivit ett avtal med nykomlingen i Hockeyettan, Järfälla HC.

## Statistik
| 2016–17                  | Bålsta HC                | Div. 2                   | 1   | 0  | 2  | 2  | 0  | 1  | 0 | 0 | 0  | 0 |
| 2020–21                  | Linköping HC             | SHL                      | 4   | 0  | 0  | 0  | 0  | —  | — | — | —  | — |
| 2020–21                  | Almtuna IS               | HA                       | 17  | 0  | 1  | 1  | 4  | —  | — | — | —  | — |
| 2020–21                  | Wings HC Arlanda         | Div. 1                   | 8   | 1  | 3  | 4  | 2  | 5  | 1 | 4 | 5  | 0 |
| 2021–22                  | Väsby IK                 | Div. 1                   | 41  | 2  | 6  | 8  | 12 | 15 | 2 | 3 | 5  | 4 |
| 2022–23                  | Wings HC Arlanda         | Div. 1                   | 30  | 10 | 14 | 24 | 8  | —  | — | — | —  | — |
| 2023–24                  | Wings HC Arlanda         | Div. 1                   | 24  | 3  | 14 | 17 | 4  | —  | — | — | —  | — |
| 2023–24                  | Tingsryds AIF            | HA                       | 14  | 2  | 6  | 8  | 2  | —  | — | — | —  | — |
| 2024–25                  | Tingsryds AIF            | HA                       | 39  | 2  | 8  | 10 | 14 | 6  | 1 | 2 | 3  | 0 |
| Hockeyettan totalt       | Hockeyettan totalt       | Hockeyettan totalt       | 103 | 16 | 37 | 53 | 26 | 20 | 3 | 7 | 10 | 4 |
| Hockeyallsvenskan totalt | Hockeyallsvenskan totalt | Hockeyallsvenskan totalt | 70  | 4  | 15 | 19 | 20 | 6  | 1 | 2 | 3  | 0 |
| SHL totalt               | SHL totalt               | SHL totalt               | 4   | 0  | 0  | 0  | 0  | —  | — | — | —  | — |